# London-Stansteds flygplats
London-Stansteds flygplats (IATA: STN, ICAO: EGSS) är en internationell flygplats belägen i Stansted Mountfitchet, Essex, cirka 60 kilometer norr om centrala London.
Stansted är den fjärde största flygplatsen i Storbritannien och den tredje största flygplatsen som betjänar London (efter Heathrow och Gatwick). Det är en av Londons sex internationella flygplatser tillsammans med Heathrow, Gatwick, Luton, London City och Southend. Flygplatsen hade år 2023 ungefär 27,9 miljoner passagerare och utgjorde 10,2 % av Storbritanniens totala passagerartrafik.

## Översikt
Stansted har en terminalbyggnad för passagerare, en terminal för privatflygplan och en fraktterminal. Terminalen är ansluten till tre pirer, runt vilka flygplanen står. I terminalen finns flera växlingskontor, bagageservice, butiker, restauranger och barer samt tillgång till gratis dricksvatten och internet. Biluthyrning och taxi kan också ordnas från terminalbyggnaden.

## Flygbolag
Från Stansted flyger totalt 17 flygbolag, exempelvis British Airways, easyJet, Emirates, Jet2 och Ryanair.
Till Sverige flyger Ryanair till Stockholm-Arlanda, Stockholm-Västerås, Göteborg-Landvetter, Örebro och Växjö-Kronoberg. Ryanair flyger även bland annat till Köpenhamn-Kastrup och Oslo-Gardermoen. Det finns sammanlagt cirka 200 destinationer inklusive säsongsdestinationer.

## Ägare
Stansted har fram till början av 2013 ägts och drivits av Heathrow Airport Holdings (tidigare BAA), som också äger och driver sex andra brittiska flygplatser, bland andra Heathrow och Gatwick. Det meddelades i mitten av januari 2013 att av konkurrensskäl måste Stansted säljas. Köparen av Stansted blev Manchester Airport Holdings som sedan tidigare äger Manchesters flygplats.

## Transport

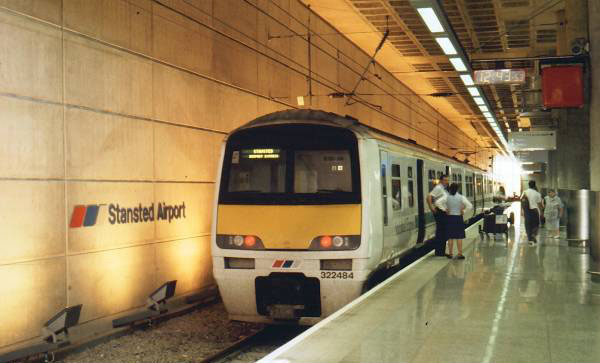
Tåg som ansluter London, Cambridge, Peterborough, Leicester och Birmingham med flygplatsen.

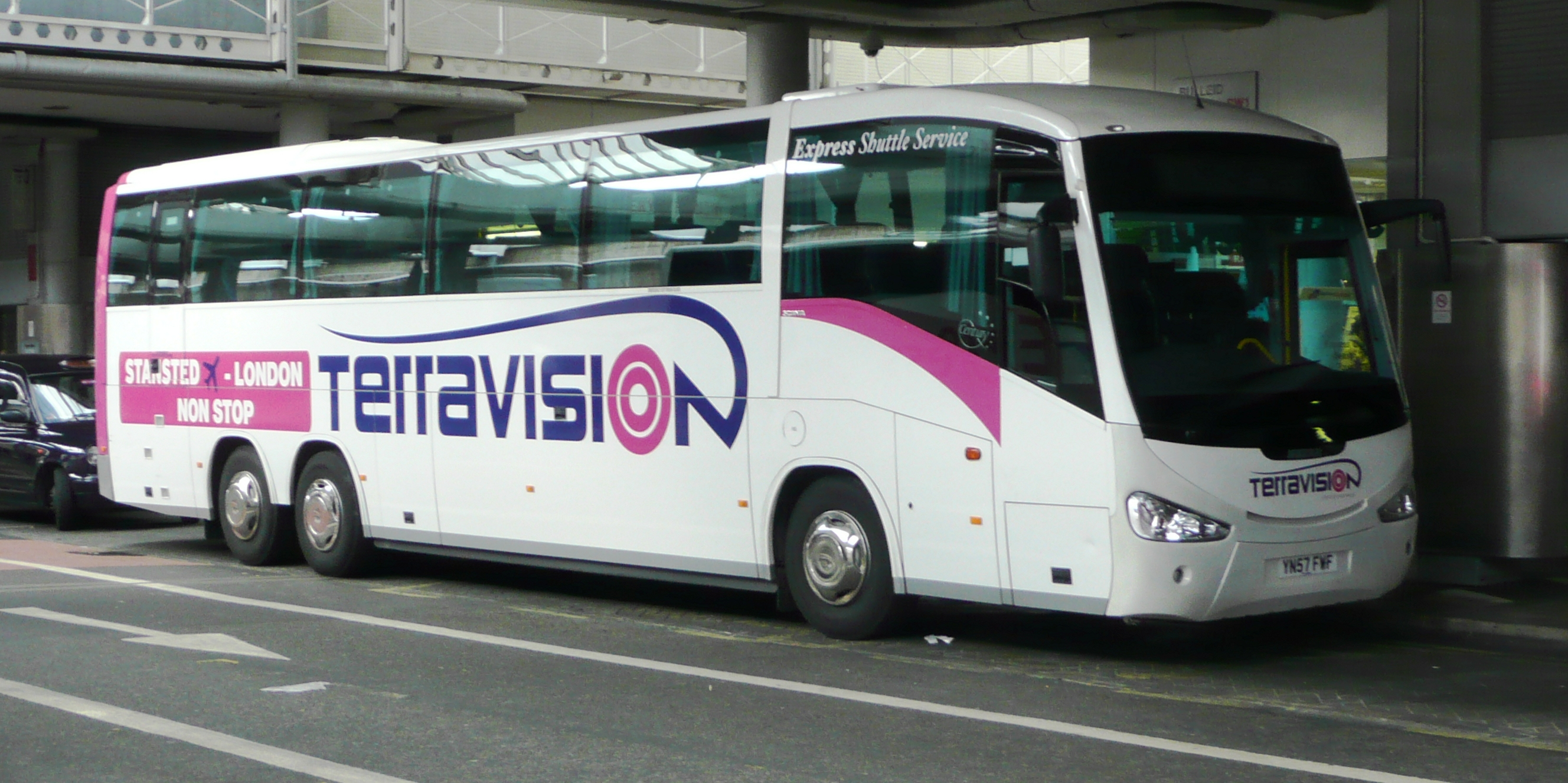
En buss från Terravision.

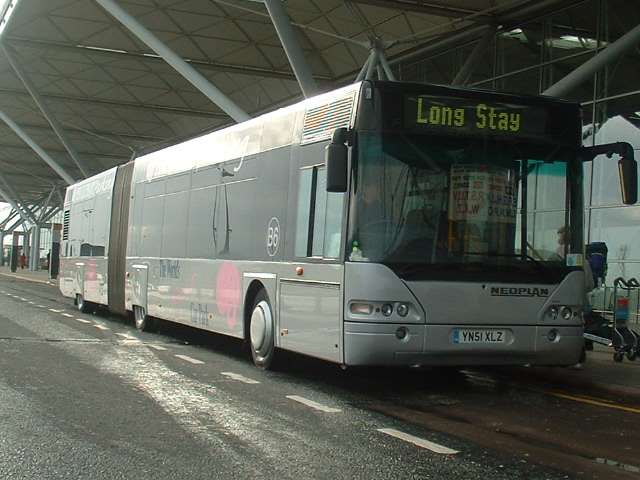
Skyttelbuss.

### Tåg
Stansted har en järnvägsstation under terminalbyggnaden, med tåg till bland annat London, Cambridge, Birmingham och Norwich. Stansted Express går till och från Liverpool Street station i centrala London var 15:e minut och restiden är ungefär 48 minuter.

### Buss
Bussar går från flygplatsen till bland annat London, Cambridge, Norwich och Oxford samt till flygplatserna Heathrow, Gatwick och Luton. Busstationen ligger precis utanför terminalbyggnaden. National Express, Easybus och Terravision kör flertalet expresslinjer till London. Lokala busslinjer går till Harlow, Bishops Stortford, Sawbridgeworth, Braintree, Great Dunmow och Saffron Walden.

### Vägar
Utanför flygplatsen passerar motorvägen M11, som ansluter från London genom avfart 8A och från Cambridge via avfart 8. Det finns både lång- och korttidsparkering på flygplatsen.